# Суданија (филм из 1965)
Суданија је југословенски ТВ филм из 1965. године. Режирао га је Небојша Комадина, а сценарио је написан по делу Петра Кочића.

## Улоге
| Глумац                    | Улога |
| ------------------------- | ----- |
| Милан Ајваз               |       |
| Слободан Алигрудић        |       |
| Драгомир Бојанић Гидра    |       |
| Дејан Дубајић             |       |
| Тома Курузовић            |       |
| Бранислав Цига Миленковић |       |
| Никола Милић              |       |
| Милорад Самарџић          |       |